# Mónica Gómez Contreras
Mónica Gómez Contreras Poeta, narradora y agente cultural chilena, miembro del Pen Club Internacional y  de la Sociedad de Escritores de Chile.

## Biografía
Mónica Gómez, escritora y agente cultural, hizo estudios de periodismo en la Universidad de Chile, comenzó en la literatura en el taller del escritor argentino Humberto Costantini, participó del curso de cuento fantástico de Oscar Hahn y realizó su Diplomado en la Escuela de Escritores de la Sociedad de Escritores de México.
Durante su estadía en México fue nombrada por la Asamblea de la Civilidad de Chile como su representante de Relaciones Culturales y bajo ese cargo realizó exposiciones plásticas, presentaciones de libros y difusión de acciones culturales chilenas en periódicos y revistas.
Su escritura se identifica por la riqueza en la creación de mundos oníricos con seres, bordes, atmósferas, sombras, invocaciones y conjuros en la tonalidad dominante de la pasión y con la palabra como búsqueda de un código secreto.
Se ha especializado en la poesía creacionista y en el cuento fantástico.
Escritora chilena de nacimiento ha viajado intensamente y vivido en España, Argelia y México.
Actualmente reside en Santiago de Chile y se desempeña como evaluadora de proyectos literarios del Fondo del Libro del Ministerio de las Culturas, las Artes y el Patrimonio de Chile y Jurado del Concurso literario de la Municipalidad de Las Condes.
Ha participado activamente en la IX Feria Internacional del Libro del Palacio de Minería (México, 1987), Feria Internacional del Libro de Guadalajara (México 1992), la Feria del Libro de Concepción (Chile 1994), Feria del Libro de Mapocho (1996, Chile) y algunos congresos de escritores.
Sus talleres literarios Altazor (poesía) y El Minotauro (cuento fantástico) los ha efectuado en varios espacios, entre ellos el Instituto Chileno de Estudios Humanísticos –ICHEH-, el Pueblito de Los Dominicos de la Corporación Cultural de Las Condes, el café literario Bustamante y el café literario Santa Isabel.
En 1994 fue reconocida por el International Biographical Center de Cambridge, Inglaterra y ese mismo año representó a Chile en el evento internacional de poesía Dunja Festival de Rotterdam en Holanda en compañía del poeta José Miguel Vicuña.
Es miembro de la Sociedad de Escritores de Chile, del PEN CLUB INTERNACIONAL, de la Sociedad General de Escritores de México, de la organización SADEL -Sociedad de Derecho de las Letras-,del Grupo Fuego de la Poesía, de Católicos en el Arte, de La Red Mundial de Escritores en Español REMES con sede en España, parte del Consejo Editorial de la revista cultural Palabras Diversas y colaboradora habitante del sitio cultural SitioCero y Escritores.cl.
En México, por su trabajo literario editado  y Diplomado en la Sociedad de Escritores de ese país, fue reconocida e integrada en la Enciclopedia de Literatura de México.
Los libros de esta autora pueden ser consultados en impreso y digital en los catálogos de la Biblioteca Nacional de Chile y en el Museo de la Memoria y los Derechos Humanos de Chile.

## Obras
1.- Aproximaciones Libro de narrativa. Editorial Villicaña. México 1986.
2.- De la vida, los hombres y otros cuentos Libro de narrativa. Editorial Plaza y Janés. México. 1986.
3.-Poesía Negra Poemario. Editorial Plaza y Janés. México.1986
4.-Diez Cuentos del Retorno Libro de narrativa. Editorial Alpe. México. 1993
5.-Cantares Poemario. Editorial Rino. México 1993
6.-El Diario de Moi Novela. Mosquito Editores. Chile 1994
7.-Poëzie Poemario del Dunja Festival de Rotterdam Embajada de Chile en Holanda. Holanda 1995
8.-El Libro Ocho Poemario. Editorial Cuarto Propio. Chile 1996
9.-Extraño Amor Por Un Negro Francés. Narrativa. Editorial Mixcoatl. México 1997
10.-Kôr. Poemario. Editorial Cuarto Propio. Chile 1998
11.-Eros. Poemario. Editorial Cuarto Propio. Chile 1998
12.-El Nombre Secreto de Dios Edición digital. Calameo. 2012
13.- Extraño amor por un negro francés. Narrativa. Edición digital. Calameo.2012
14.-Klingenthal. Narrativa. Edición digital. Calameo. 2013.
15.- (El Nombre secreto de Dios). Poemario. Bravo y Allende Editores. 2014.
16.- Cuentos Negros de Loreto Lo. Narrativa. Bravo y Allende Editores. 2015.
17.-La cita de Ibel Dot. Cuento fantástico. Cuaderno Literario PEN Chile.2017.
18.-El Nombre Secreto de Dios. Poesía, Escritores.Cl Edición digital
19.- Memorias y confesiones de una niña triste.Referencial Memoria. Editura PIM.RUMANIA. 2022. 
20.-Extraño amor por un negro francés. Cuento fantástico. Cuaderno PEN Chile.2023. 

### Antologías
Antología del Cuento Latinoamericano. Recopilación Adriana Santa Cruz.1991.
Antología Escritores en el Cine. Recopilación Jorge Montealegre. 1998.
Antología del Cuento La Época. Periódico La Época. 1996.
Antología Poesía Sacra. Recopilación Juan Antonio Massone. 2010.
Antología Grupo Fuego de la Poesía. Recopilación Vilma Orrego. 2009.
Antología Caleidoscopios Nómadas Recopilación Natalia Gaete. 2010.
Antología Voces de la Memoria. Chile. Editorial Cuarto Propio. Recopilación Isabel Gómez Chile. 2012.
Antología Minificcionistas de El Cuento. Alfonso Pedraza Editorial Ficticia. México. 2013.
Antología Resistir. Edición del Pen Club Francés. Antóloga Rocío Durán Barba. Francia. 2019
Antolologie Poetica si Artistique  Mondiala. Recopilación Daniel Dragomirescu.Editura PIM.2021Rumanía